# O 1.º Concurso Internacional de Piano Chopin em Instrumentos de Época
O 1º Concurso Internacional de Piano Chopin em Instrumentos de Época foi organizado pelo Instituto Nacional Frédéric Chopin e realizado entre os dias 2 a 14 de setembro de 2018, em Varsóvia. Trinta pianistas de nove países foram convidados a participar no concurso. Tomasz Ritter, da Polónia, foi o vencedor do concurso.

## Instrumentos
O objectivo do concurso é apresentar a obra de Chopin nos instrumentos para os quais a mesma foi escrita. Para tocar no concurso, os pianistas podiam escolher cinco pianos: três originais que foram restaurados - o Érard de 1837, o Pleyel de 1842, e o Broadwood de 1847-1848; e duas réplicas modernas - a réplica do piano Buchholtz datado de 1826 construída por Paul McNulty, e a réplica do piano Graf datada de 1819 também de McNulty. Ao contrário do Concurso Internacional de Piano Chopin em instrumentos contemporâneos, os pianistas executavam as composições em vários instrumentos.